# Manuel Corao
Manuel Corao (Tarazona, ¿? - ¿?; fl., 1783-1822) fue un compositor y maestro de capilla español.

## Vida
Corao, originario de Tarazona, en la provincia de Zaragoza, se educó musicalmente en La Seo de Zaragoza, como infante bajo el magisterio de Francisco Javier García Fajer, el Españoleto. En 1783 las actas informan de que Corao permaneció en la Catedral más allá del cambio de voz como instrumentalista.

Manuel Corao, Infante de La Seo pierde la voz y pide seguir de Contrabajo en la Capilla, ya que de Infante había suplido al instrumentista. Le avala el Maestro de Capilla [García Fajer], diciendo que es muy bueno.
Actas capitulares de la Catedral de Zaragoza

En 1791 era maestro de capilla de la Colegiata de Rubielos, en la provincia de Teruel. Durante su estancia en Rubielos de Mora trató de conseguir cargos de mayor prestigio, presentándose en 1790 al magisterio de la Catedral de Sevilla, vacante tras el fallecimiento del maestro Antonio Ripa, aunque sin éxito, ya que el cargo fue para Domingo Arquimbau. También se presentó al magisterio de la Catedral de Burgos en 1791, que había quedado vacante tras el fallecimiento del maestro aragonés Antonio Abadía; tampoco hubo éxito y el cargo fue para Gregorio Yudego.
Permaneció en Rubielos de Mora hasta que en 1796 fue nombrado maestro de capilla de la Catedral de Calahorra. Tomó posesión del cargo el 9 de junio de 1796. Para conseguir el cargo se enfrentó a Vicente Fernández Resano, en ese momento maestro de capilla de la Colegiata de Alfaro.
Tras la partida del maestro Franciso Antonio Gutiérrez a la Catedral de Toledo, Manuel Corao fue nombrado maestro de capilla del Real Monasterio de la Encarnación de Madrid el 8 de abril de 1800. Permaneció en el cargo hasta 1805, cuando lo sustituyó Ignacio Ducassi Ojeda.
El 18 de enero de 1805, por orden real, fue nombrado enfermero mayor del Real Monasterio de Santa María de Ripoll.

[...] para el Oficio regular de Enfermero mayor del Real Monasterio de Sta. María de Ripoll, vacante por promoción de D. Fr. Fausto de Prat y de Moret á la Dignidad de Paborde del Panadés del Real Monasterio de S. Cugat del Vallés, ambos de la Congregación Benedictina claustral en Cataluña [...]

En 1808 Napeoleón invadió España y en 1812 anexionó Cataluña al Imperio Francés, por lo que Ripoll pasó a pertenecer al département du Ter. Las tropas napoleónicas fueron expulsadas en 1813.
Las siguientes noticias que se tienen de Manuel Corao son de 1821, cuando el cabildo de la Catedral de Tarazona lo menciona como canónigo capitular de la metropolitana turiasonense. Su última asistencia al cabildo turiasonense es del 23 de octubre de 1821. El 11 de noviembre de 1822 el cabildo se reunió de forma extraordinaria para preguntar por la ausencia de algunos canónigos:

El señor Dean dió cuenta de haber juntado á Cabildo extraordinario para leer un oficio del señor Gefe Político, que dice asi:
«Gobierno Político de la Provincia de Zaragoza. = Sección de Gobierno Político. = He sido informado aun antes de llegar á esta ciudad, que varios Canónigos y Racioneros de su Santa Catedral se han ausentado con todos los indicios de una verdadera fuga y deserción. La voz pública los supone en dirección á Francia, y las noticias particulares lo confirman. Sírvase pues V. S. I. decirme lo que haya de cierto, si sabe ó presume la causa de su fuga, si se han llevado llaves, papeles, dinero, ú otros cualesquiera efectos de esa santa Iglesia. = Dios guarde á V. S. I. muchos años = Tarazona 11 de noviembre de 1822 = Florencia García. = Ilmo. Cabildo de esta santa Iglesia»
Actas capitulares de la Catedral de Tarazona, 11 de noviembre de 1822

La primera respuesta del cabildo fue la siguiente:

En el cabildo que acabo de celebrar se ha leido el oficio de V. S. de este día, y debo decir que estan ausentes de esta ciudad don Manuel Corao desde 1.º de noviembre del año pasado [...] pero ignoro la causa de su ausencia, ni su objeto, ni sé si ha sido para usar de los recesis que tienen derecho.
Actas capitulares de la Catedral de Tarazona, 11 de noviembre de 1822

Ese mismo día se revisaron los archivos de la catedral para ver si faltaban documentos:

Habiéndose procedido á la apertura de los armarios de la sala Capitular en donde se ponian las Actas del Cabildo, resulta que faltan todas las que siguen al 21 de julio de 1804 [...]
Actas capitulares de la Catedral de Tarazona, 11 de noviembre de 1822

En respuesta, el jefe político Florencia García escribió,

Recibo la contestación de V. S. I. á mi pliego de hoy, y veo con sentimiento que no se me responde con la sinceridad y franqueza que se debe V. S. I. á si mismo, y el Gobierno tiene derecho á exigir en cuanto es de sus atribuciones. Nadie ignora en Tarazona que los Canónigos fugados habían tenido aviso del dictamen de una comisión del Consejo de Estado encargada de examinar cierto negocio en que aquellos estaban complicados, y que tres de los cuatro señores de la Comision habian opinado en términos poco agradables á los Canónigos: que esta noticia los tenia alarmados y prontos á fugarse y que sabedores de haberse acercado á Borja una partida de caballería que yo enviaba en requisicion de caballos, salieron como á la una del dia víspera de todos Santos, con tal precipitacion, que llegaron á pie hasta Cascante, en donde tomaron caballerías hasta Corella, y desde alli se dirigieron á Francia. Estos y otros pormenores son conocidos por V. S. I.: es ademas testigo de la escandalosa substraccion de los libros de Actas que estaban a cargo del Doctoral don Joaquin Abarca. Pido pues á V. S. I. se sirva decirme con la ingenuidad propia de su decoro lo que sepa sobre lo que llevo manifestado. Dios guarde á V. S. muchos años. Tarazona 11 de noviembre de 1822 = Florencio García = Ilmo Señor Dean y Cabildo &c [...]
Actas capitulares de la Catedral de Tarazona, 11 de noviembre de 1822

## Obra
En el archivo catedralicio de Calahorra solo se conserva parte de una misa a cuatro voces. Sin embargo, en su partida, Corao lista las obras suyas que se encuentran en el archivo:

[...] cuatro arias a solo, con final a ocho voces, con violines; ocho arias a solo; dos 8; un trío; siete responsorios de Navidad; cinco lamentaciones; un miserere con violines; cinco himnos; dos misas sin violines; nueve salmos de vísperas con violines; tres magníficats con violines; cinco salmos sin violines; dos magníficats sin violines, y dos dúos.

En el archivo del Real Monasterio de la Encarnación de Madrid, que se encuentra en el Monasterio de Montserrat desde la Guerra Civil, no se conservan composiciones suyas, aunque es posible que alguna de las anónimas le pertenezca.